# 島丈明
島 丈明（しま たけあき、1991年7月9日 - ）は、日本の俳優。東京都出身。ポエプラス所属。

## 出演

### テレビドラマ
- 学校のカイダン （2014年、日本テレビ） - 日比野雄太 役
- 地獄先生ぬ～べ～（2014年、日本テレビ） - 金田勝 役
- 弱くても勝てます （2014年、日本テレビ） - 西条竜次 役
- 南くんの恋人～my little lover～（2015年、フジテレビ） - 矢吹翔 役
- わたしに運命の恋なんてありえないって思ってた （2016年、関西テレビ） - 松田 役
- 拝啓、民泊様。  （2016年、TBSテレビ） - 民沢琢巳 役
- THE LAST COP/ラストコップ 第5・6話（2016年 、日本テレビ） - 志賀圭司 役
- メディカルチーム レディ・ダ・ヴィンチの診断（2016年、日本テレビ） - AD青山 役
- 臨床犯罪学者 火村英生の推理 第1話（2016年、TBSテレビ） - 片平幸彦 役
- 仰げば尊し（2016年、TBSテレビ） - 仙波 役
- 最高のオヤコ （2016年、TBSテレビ） - 秋山 役
- あなたのことはそれほど 第5話　(2017年、フジテレビ） - 田中 役
- ブラックリベンジ （2017年、日本テレビ） - 武藤大作 役
- 北風と太陽の法廷（2017年、hulu） - 傍聴マニア泉田 役
- スーパーサラリーマン左江内氏 第9話 （2017年、日本テレビ） - ラーメン屋客 役
- 平成ばしる （2018年、テレビ朝日） - 川久保 役
- 手紙 （2018年、テレビ東京） - 居酒屋客 役
- ゼロ 一獲千金ゲーム （2018年、日本テレビ） - 石田 役
- やれたかも委員会 第4話（2018年、日本テレビ） - 友人 役
- Love or Not2 第2話（2018年、FOD） - 居酒屋店員 役
- ラブリラン 第5話（2018年、日本テレビ） - 水族館飼育員 役
- コンフィデンスマンJP 第2話（2018年、フジテレビ） - 武夫 役
- 恋の病と野郎組 第10話（2019年、BS日テレ） - 杉田 役
- 大全力失踪 第3話 （2019年、NHK BSプレミアム） - 渋谷和弘 役
- スパイラル〜町工場の奇跡〜 （2019年、テレビ東京） - 小笠原純 役
- 新しい王様 （2019年、TBSテレビ） - 飲食王水口 役
- ドクターY （2020年、テレビ朝日） - 警官 役
- 仮面ライダーゼロワン 第26・27・41話（2020年、テレビ朝日） - 119之助 役
- 親バカ白書  第4話（2020年、日本テレビ） - 学生 役
- 大江戸スチームパンク  （2020年、テレビ大阪） - 甘太郎 役
- ケイジとケンジ〜所轄と地検の24時〜  第4話（2020年、テレビ朝日） - 磯山 役
- 開局60周年特別企画 教場  （2020年、フジテレビ） - 太田豊 役
- 取り立て屋ハニーズ 第7・8話 （2020年、ひかりテレビ） - 野田 役
- 妻、小学生になる。 第3話（2022年2月4日、TBS） - 吉田 役
- ゴシップ#彼女が知りたい本当の○○ 第6話・最終話（2022年2月10日・3月17日、フジテレビ） - 真島正義 役
- 恋の病と野郎組season2　第8話（2022年、日本テレビ）
- 風間公親 教場0　第1話（2023年、フジテレビ） - 細田針次 役
- くすぶり女とすん止め女　第2話（2023年、テレビ東京） - 真桑厚⼈ 役
- 相棒 season22　第4話（2023年、テレビ朝日） - 皆川隆二 役
- いきなり婚（2025年、日本テレビ） - 荒木太一 役
- DOCTOR PRICE 第6話（2025年8月17日、読売テレビ・日本テレビ） - 上野聡美 役[2]

### 映画
- 世界は今日から君のもの（2017年） - 山本 役
- 銀魂2 掟は破るためにこそある（2018年） - 藩士 役
- サクらんぼの恋（2018年） - チンピラ 役
- もみの家（2020年） - 聡志 役
- ケアニン～こころに咲く花～（2020年） - 辻村渉 役
- フィルムに宿る魂（2018年） - 柴田勝二 役
- 先生！口裂け女です！（2023年） - レッドキング 赤星金男役
- ⼈⽣に詰んだ元アイドルは、⾚の他⼈のおっさんと住む選択をした（2023年） - 隆役
- おまえの罪を自白しろ（2023年） -刑事役

### CM
- Mixiモンスターストライク「映画ドラえもんコラボ みんなでやろうよ編」TV CM（2016年）
- 大正製薬 「大正漢方胃腸薬」TV CM（2016年）
- 全日本宗教用具協同組合（2017年）
- コカ・コーラ「ファンタ」TV CM（2017年）
- ポケモン「ポケモンレスキュー」TV CM（2017年）
- PlayStation Classic 空耳ラップ編（2018年）

### テレビバラエティ
- 痛快TV スカッとジャパン（フジテレビ） - 国語教師 役、ラーメン屋客 役